# Ronde van Midden-Nederland
Le Ronde van Midden-Nederland est une course cycliste sur route masculine disputée autour d'Utrecht aux Pays-Bas. Elle a été créée en 1948 et fait partie du calendrier de l'UCI Europe Tour en catégorie 1.2. Entre 2015 et 2017, l'épreuve devient une course à étapes en catégorie 2.2. L'édition 2019 est annulée.

## Palmarès
| Année   | Vainqueur             | Deuxième                  | Troisième              |
| ------- | --------------------- | ------------------------- | ---------------------- |
| 1948    | Gerrit Voorting       | Frans Vos                 | Kees Koot              |
| 1949    | Lode Wouters          | Joseph Marien             | Jan Lagrouw            |
| 1950    | Hein Van Breenen      | Cor Witteveen             | Wim Snijders           |
| 1951    | Hein Van Breenen      | Jan van Dijk              | Ed Koeman              |
| 1952    | Adri Voorting         | Arend van 't Hof          | Wim Snijders           |
| 1953    | Rik Van Looy          | Gijs Pauw                 | Piet Schollen          |
| 1954    | Krijn Post            | J. Looyen                 | Daan de Groot          |
| 1955    | Piet Steenvoorden     | David Janbroers           | Schalk Verhoef         |
| 1956    | Piet de Jongh (nl)    | Jan Buis                  | Harry Ehlen            |
| 1957    | Gijs Pauw             | Gerard Vergoossen         | Ben Teunisse           |
| 1958    | René Lotz             | Piet Steenvoorden         | Frans Vandenbussche    |
| 1959    | Non disputé           | Non disputé               | Non disputé            |
| 1960    | Jan Janssen           | Lex van Kreuningen        | Gerard Wesseling       |
| 1961    | Henk Nijdam           | Cees Lute                 | Jan Janssen            |
| 1962-65 | Non disputé           | Non disputé               | Non disputé            |
| 1966    | Leen de Groot         | John Meijer               |                        |
| 1967    | Non disputé           | Non disputé               | Non disputé            |
| 1968    | Daan Holst (nl)       | Frits Hoogerheide         | Rink Cornelisse        |
| 1969    | Henk Benjamins        | Cor Leunis                | Henk Nieuwkamp         |
| 1970    | Ger Harings           | Wim Bravenboer            | Wil Luppers            |
| 1971    | Jan Hordijk           | Jan Spetgens              | Fons van Katwijk       |
| 1972    | Aad van den Hoek      | Arie Hassink              | Klaas Balk             |
| 1973    | Jan Raas              | Wim de Waal               | Piet Kuys              |
| 1974    | Adri van Houwelingen  | Piet van der Kruijs       | Ton ter Harmsel        |
| 1975    | Michel Jacobs         | Adri van Houwelingen      | Wim Pater              |
| 1976    | Hans Koot             | Jan Bakker                | Gerrie van Gerwen (nl) |
| 1977    | Piet van Leeuwen      | Henk Mutsaars             | Frits Schur            |
| 1978    | Frits Pirard          | Frits Schur               | Ad Tak (nl)            |
| 1979    | Jos Lammertink        | Ad Wijnands               | Peter Damen            |
| 1980    | Jacques Hanegraaf     | Jannes Slendebroek        | Frank Moons            |
| 1981    | Piet Kuys             | Peter Damen               | Arie Hassink           |
| 1982    | Joop Ribbers          | Ron Smit                  | Roy Lemmens            |
| 1983    | Jack van der Toorn    | Cor van Bijnen            | Michel van Wezel       |
| 1984    | Nico van de Klundert  | Mathieu Dohmen            | Richard Beumer         |
| 1985    | Piet Pompstra         | Jurrien Schuitema         | Frank Rijkhoff         |
| 1986    | John van den Akker    | Frank Kersten             | Rik Rutgers            |
| 1987    | Johnny Broers         | Tonnie Teuben             | Gerard Moehlmann       |
| 1988    | Louis de Koning       | Richard Mulder            | Dick van Dalen         |
| 1989    | Mario Gutte           | Marc Faas                 | Rudi Kemna             |
| 1990    | Rober van de Vin      | Antoine Goense            | Patrick Eyk            |
| 1991    | Godert de Leeuw       | Marcel van der Vliet      | Jeroen Blijlevens      |
| 1992    | Jan de Leeuw          | Arno Ottevanger           | Raymond Thebes         |
| 1993    | Godert de Leeuw       | Michael van der Wolf (nl) | Arjan Vinke            |
| 1994    | Jonas Romanovas       | Remigius Lupeikis         | Stanislav Nefedov      |
| 1995    | Non disputé           | Non disputé               | Non disputé            |
| 1996    | Robert van der Donk   | William Berns             | Sander Hup             |
| 1997    | Erik Bos              | Jacco Konijn              | Lars Christiaanse      |
| 1998    | Annulé (tempête)      | Annulé (tempête)          | Annulé (tempête)       |
| 1999    | Peter Voshol          | Marcel Alma               | Herman Fledderus       |
| 2000    | Albert Schurer        | Bert van der Kaap         | David Veenendaal       |
| 2001    | Non disputé           | Non disputé               | Non disputé            |
| 2002    | Sander Lormans        | Marcel Beima              | Maint Berkenbosch      |
| 2003    | Marvin van der Pluijm | Pascal Hermes             | Fulco van Gulik        |
| 2004    | Angelo van Melis      | Jeroen Boelen             | Paul van Schalen       |
| 2005    | Wim Stroetinga        | Arno Wallaard             | Fulco van Gulik        |
| 2006    | Niki Terpstra         | Jos Pronk                 | Paul van Schalen       |
| 2007    | Marco Bos             | Reinier Honig             | Lars Jun               |
| 2008    | Jan Bos               | Hans Bloks                | Ger Soepenberg         |
| 2009    | Jeroen Boelen         | Peter Schep               | Marco Bos              |
| 2010    | Wesley Kreder         | Jarno Gmelich Meijling    | Michael Schweizer      |
| 2011    | Wim Stroetinga        | Marco Zanotti             | Michael Schweizer      |
| 2012    | Ivar Slik             | Jacob Fiedler             | Jim van den Berg       |
| 2013    | Sebastian Forke       | Maarten van Trijp         | Michael Schweizer      |
| 2014    | Wim Stroetinga        | Eduard-Michael Grosu      | André Looij            |
| 2015    | Olivier Pardini       | Gaetan Bille              | Christophe Prémont     |
| 2016    | Christopher Opie      | Karol Domagalski          | Peter Williams         |
| 2017    | Kamil Gradek          | Steele Von Hoff           | Tom Baylis             |
| 2018    | Casper von Folsach    | Maarten van Trijp         | Rasmus Bøgh Wallin     |
| 2019    | Non disputé           | Non disputé               | Non disputé            |